# グラウト
グラウト（英語：grout）とは、建設工事において止水や地盤改良を目的に、空洞、空隙、隙間などを埋めるために注入する流動性の液体のこと。または注入する行為。グラウチング、薬液注入ともいう。地盤改良から鉄骨・鉄筋の充填材、補修材料の他、用途は幅広い。
セメント（モルタル）系、ガラス系、合成樹脂などが用いられる。

## トンネル工事
- トンネル掘削の際、注入工法、シールド工法、NATM工法及びそのロックボルト定着、地山と覆工の隙間充填など幅広く用いられる。

## ダム建設
- 貯水した水圧により、岩盤の割れ目などを通ってダム直下へ流れるのを防ぐ遮水目的で施工するグラウチングがある。水圧がダム本体を押し上げる揚圧力防止、破砕・弱層部の補強、局所的な遮水等の主目的別及び規模により分類される。
- 堰堤基礎の下部から両翼を覆いカーテン状に施工するグラウチングをカーテングラウチングという。
- ダムの基礎岩盤改良や補助的な遮水目的等で比較的浅深度に施工するグラウチングをコンソリデーショングラウチングという。

## 地すべり対策工事
- 深礎工や鋼管杭工等では、中詰めと、杭周囲と地盤を密着させるために施工する。
- グラウンドアンカー工法では引張力が働くため、定着部のアンカー体と周囲地盤を密着させる重要な役割を持ち、定着部は加圧注入される。

## 汚染事故
1974年（昭和49年）3月、福岡県新宮町の下水管工事で使用したアクリルアミド系の薬剤「ケミカルグラウト」が井戸に流れ込み、その井戸水を飲用した住民に健康被害が発生した（新宮奇病）。この事故は大きな社会問題に発展し、当時の建設省によって水ガラス系薬液（主成分がケイ酸ナトリウム）で、劇物またはフッ素化合物を含まない薬液以外の使用が厳しく規制された。